# Villa dei Vescovi

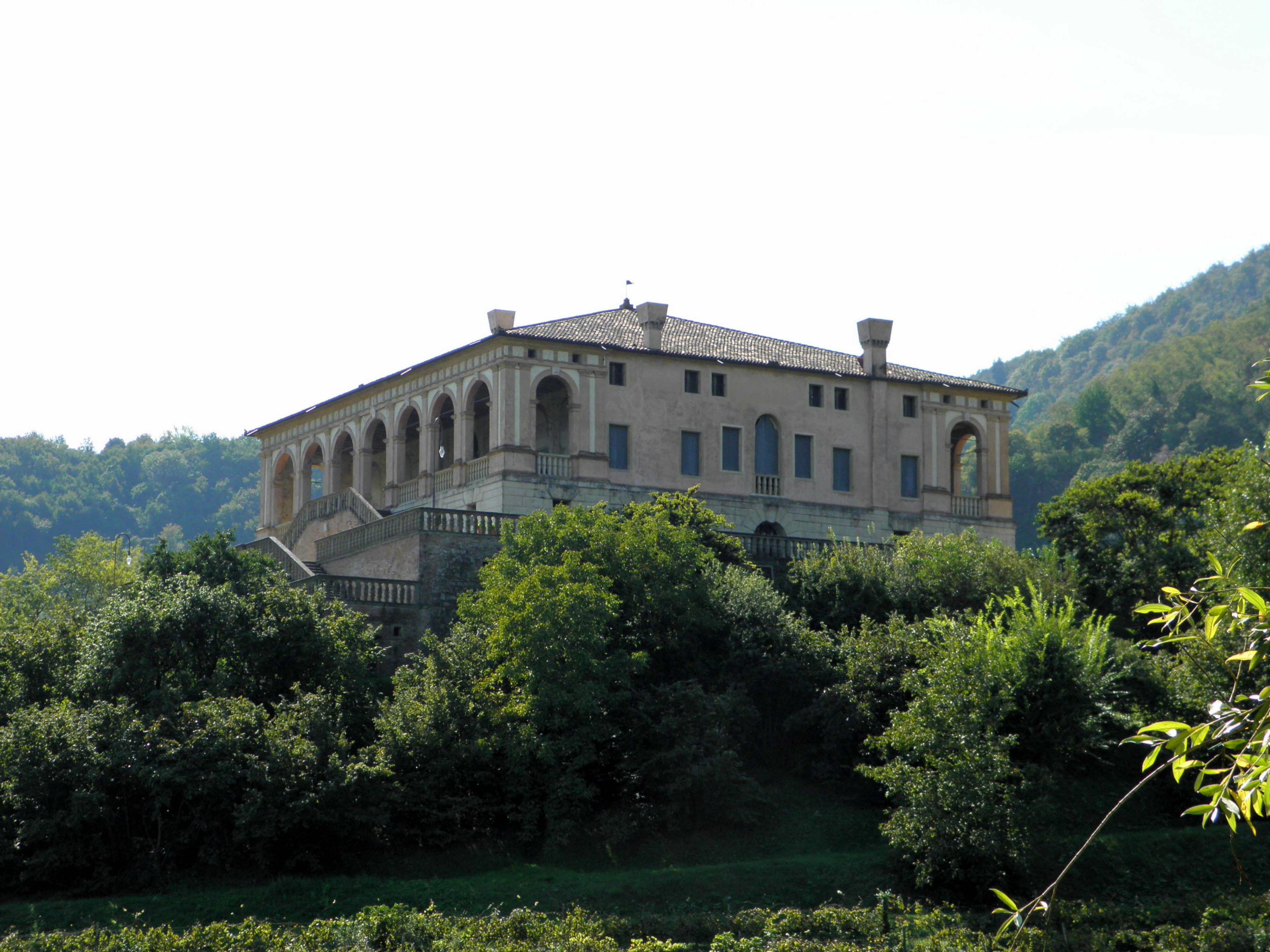
La villa vue depuis le parc

La Villa dei Vescovi est une villa vénitienne située à Luvigliano, un hameau de Torreglia (dans la province de Padoue).
Construit pendant la Renaissance, le bâtiment s'inspire d'une domus romaine. Son style témoigne de l'émergence du goût de la redécouverte du classicisme romain dans l'arrière-pays de la Sérénissime. 
L'édifice est classé monument national et appartient au FAI (Fondo Ambiente Italiano), qui s'occupe d'en gérer le patrimoine depuis 2005, rendant la villa et son parc accessibles au public. 

## Histoire
Le premier bâtiment qui se dressait sur la colline était probablement une église médiévale, dédiée à saint Martin. Vraisemblablement vers la fin du XVe siècle, l'église a été déplacée plus haut, pour faire place à une maison pour les prélats. Une villa selon le projet de Bartolomeo Bon est construite près du mont Solone, pour servir de lieu de repos et de séjour estival pour les évêques padouans. En 1501, le premier bâtiment est agrandi, puis des travaux sont réalisés entre 1529 et 1543 à la demande du cardinal Francesco Pisani. Ce dernier projet fait apparaître le plan d'une imposante domus de style romain, construite sur une forme carrée avec un impluvium central.
Les travaux et la réorganisation de tout le fonds agricole sont alors confiés à l'intendant Alvise Corner, assisté de l'architecte véronais Giovanni Maria Falconetto. À la mort de ce dernier en 1535, le chantier est dirigé par Andrea da Valle, son élève.
En 1542, sont réalisés les stucs dessinés par Andrea da Valle, tandis que les fresques intérieures sont confiées au peintre flamand Lambert Sustris, qui s'occupe de la conception, de la décoration et de l'exécution de la plupart des peintures. Des sources de l'époque documentent également la participation du peintre « Il Padovano ».
En ce lieu se rassemblait autour de Francesco Pisani un important cénacle d'intellectuels, écrivains, musiciens et humanistes de l'époque, comme Angelo Beolco dit « Il Ruzzante », ami d'Alvise Cornaro. 
Le bâtiment, occupé par les Allemands pendant la Seconde Guerre mondiale, est resté la propriété des évêques de Padoue jusqu'en 1962, date de sa mise en vente. Il est alors acheté par Vittorio et Giuliana Olcese qui le restaurent afin de l'utiliser comme résidence d'été. On découvre alors, sous le plâtre, les fresques qui ornent les salles intérieures qui avaient été recouvertes de chaux en 1630, année de la grande peste. 
En 2005, sur volonté testamentaire de Vittorio Olcese, l'ensemble du complexe ainsi que son mobilier est donné au Fondo Ambiente Italiano, lequel a lancé une nouvelle campagne de restauration. Les fresques redécouvertes en 1966 qui ont été altérées entre les XVIe et XXe siècles sont restaurées. En effet, à la suite du concile de Trente, les figures de nus jugées inappropriées pour la maison d'un prélat sont couvertes d'un tissu peint.

## Architecture
Au sommet de la colline, la villa repose sur une terrasse. Des escaliers soutenus par des arcades sont insérés dans la pente. Le complexe comprend un parc, des oliviers et des vignobles, ainsi que diverses dépendances : une grange, la maison de l'intendant et quatre portails monumentaux. Près de l'entrée se trouve l'église Saint-Martin du XVIIIe siècle. 
Dans les locaux des anciennes écuries exerce un caviste ; à côté se trouvent la librairie et la billetterie de la villa. Dans le bâtiment central, parmi les décors extérieurs (gargouilles, rosaces, bucranes), figurent les armoiries de Francesco Pisani.